# Greenport (Comtat de Suffolk)
Greenport és una vila del Comtat de Suffolk (Nova York) als Estats Units d'Amèrica.

## Demografia
Segons el cens dels Estats Units del 2000 tenia 2.048 habitants, 776 habitatges, i 446 famílies. La densitat de població era de 823,7 habitants/km².
Dels 776 habitatges en un 28,7% hi vivien nens de menys de 18 anys, en un 35,1% hi vivien parelles casades, en un 16% dones solteres, i en un 42,5% no eren unitats familiars. En el 34,9% dels habitatges hi vivien persones soles el 16,6% de les quals corresponia a persones de 65 anys o més que vivien soles. El nombre mitjà de persones vivint en cada habitatge era de 2,42 i el nombre mitjà de persones que vivien en cada família era de 3,1.
Per edats la població es repartia de la següent manera: un 23,2% tenia menys de 18 anys, un 8,7% entre 18 i 24, un 23,7% entre 25 i 44, un 21,8% de 45 a 60 i un 22,5% 65 anys o més.
L'edat mediana era de 40 anys. Per cada 100 dones de 18 o més anys hi havia 81,3 homes.
La renda mediana per habitatge era de 31.675 $ i la renda mediana per família de 36.333 $. Els homes tenien una renda mediana de 36.848 $ mentre que les dones 22.165 $. La renda per capita de la població era de 17.595 $. Entorn del 21,2% de les famílies i el 19,7% de la població estaven per davall del llindar de pobresa.